# The Pains of Being Pure at Heart
I The Pains of Being Pure at Heart sono stati un gruppo musicale statunitense, formatosi a New York nel 2007.

## Storia
Kip Berman (voce e chitarra) cresce a Philadelphia, ma si trasferisce a Portland (Oregon) dove inizia a suonare in diverse band. Dopo il college, si sposta a New York e qui incontra Alex Naidus. Successivamente il gruppo si arricchisce dell'ingresso di Peggy Wang.
Il gruppo esordisce nel 2007 con un EP autoprodotto di cinque tracce. Successivamente vengono contattati dall'etichetta della Cloudberry, che ripubblica l'EP. Seguono i 7" Everything With You e Young Adult Friction. Nel 2009 viene commercializzato l'album di debutto, il "self-titled" The Pains of Being Pure at Heart (Slumberland). Esso si caratterizza di un frizzante twee pop e di molti riferimenti all'indie pop con venature darkwave.
Dopo qualche mese esce l'EP Higher Than the Stars. Nel 2010 il gruppo pubblica altri due singoli, che fanno da preludio al successivo album. 
Nel 2011 esce Belong (Slumberland/Play It Again Sam), secondo LP del gruppo che, per questo lavoro, si avvale della collaborazione di Flood e Alan Moulder, rispettivamente alla produzione e al mixaggio.

## Formazione

### Formazione attuale
- Kip Berman - voce, chitarra
- Peggy Wang - tastiere, voce
- Alex "Handsome" Naidus - basso
- Kurt Feldman - batteria

### Ex componenti
- Christoph Hochheim - chitarra

## Discografia

### Album
- 2009 - The Pains of Being Pure at Heart
- 2011 - Belong
- 2014 - Days of Abandon
- 2017 - The Echo of Pleasure

### EP
- 2007 - The Pains of Being Pure at Heart EP
- 2009 - Higher Than the Stars
- 2012 - Acid Reflex